# Lancia Ypsilon
Lancia Y, senare kallad Lancia Ypsilon är en personbil tillverkad av den italienska biltillverkaren Lancia  i fyra generationer sedan 1996. 

## Lancia Y (1996-2003)
Lancia Y marknadsfördes som ett lyxigare småbilsalternativ än företrädaren Y10, med en diger utrustningslista och ett exklusivt utförande. Tekniskt baserades den dock på koncernkollegan Fiats enklare Puntomodell. År 2000 genomgick bilen en ansiktslyftning med bland annat nya motoralternativ.
Varianter:
| Modell  | Årsmodell | Motor                   | Cylindervolym | Effekt   | Bränslesystem      |
| ------- | --------- | ----------------------- | ------------- | -------- | ------------------ |
| 1.1     | 1996-2000 | 4-cyl radmotor SOHC 8v  | 1108 cm³      | 55 hk    | Bränsleinsprutning |
| 1.2     | 1996-2003 | 4-cyl radmotor SOHC 8v  | 1242 cm³      | 60 hk    | Bränsleinsprutning |
| 1.2 16v | 1996-2003 | 4-cyl radmotor DOHC 16v | 1242 cm³      | 80-86 hk | Bränsleinsprutning |
| 1.4     | 2001-2003 | 4-cyl radmotor SOHC 12v | 1370 cm³      | 80 hk    | Bränsleinsprutning |

## Lancia Ypsilon II (2003-2010)
2003 kom en ny generation Ypsilon, baserad på andra generationen Fiat Punto. Trots Fiat-gruppens försök att återupprätta Lancia som en lyxbil var lilla Ypsilon märkets bästsäljare i Europa.
Varianter:
| Modell       | Årsmodell | Motor                   | Cylindervolym | Effekt   | Bränslesystem      |
| ------------ | --------- | ----------------------- | ------------- | -------- | ------------------ |
| 1.2          | 2004-2010 | 4-cyl radmotor SOHC 8v  | 1242 cm³      | 60-69 hk | Bränsleinsprutning |
| 1.2 16V      | 2004      | 4-cyl radmotor DOHC 16v | 1242 cm³      | 80-86 hk | Bränsleinsprutning |
| 1.3 Multijet | 2004-2010 | 4-cyl radmotor DOHC 16v | 1248 cm³      | 69-75 hk | Turbodiesel        |
| 1.4 16V      | 2004-2010 | 4-cyl radmotor DOHC 16v | 1368 cm³      | 95 hk    | Bränsleinsprutning |
| 1.3 Multijet | 2006-2010 | 4-cyl radmotor DOHC 16v | 1248 cm³      | 90 hk    | Turbodiesel        |
| 1.4          | 2006-2010 | 4-cyl radmotor SOHC 8v  | 1368 cm³      | 78 hk    | Bränsleinsprutning |
| 1.3 Multijet | 2007-2010 | 4-cyl radmotor DOHC 16v | 1248 cm³      | 105 hk   | Turbodiesel        |

## Lancia Ypsilon III (2011-2025)
På Genèvesalongen 2011 introducerade Lancia en tredje generation Ypsilon. Bilen bygger på samma grund som Fiat 500. Därmed flyttas också produktionen från Italien till Polen.
Varianter:
| Modell       | Årsmodell | Motor                   | Cylindervolym | Effekt | Bränslesystem             |
| ------------ | --------- | ----------------------- | ------------- | ------ | ------------------------- |
| 0.9 TwinAir  | 2011-     | 2-cyl radmotor DOHC 8v  | 875 cm³       | 85 hk  | Bränsleinsprutning, turbo |
| 1.2          | 2011-     | 4-cyl radmotor SOHC 8v  | 1242 cm³      | 69 hk  | Bränsleinsprutning        |
| 1.3 Multijet | 2011-     | 4-cyl radmotor DOHC 16v | 1248 cm³      | 95 hk  | Turbodiesel               |

## Lancia Ypsilon IV (2024- )
Lancia presenterade den fjärde generationen Ypsilon i februari 2024. Den officiella introduktionen är planerad till Genèvesalongen senare under året. Bilen bygger på Stellantis Common Modular Platform som används till en rad av koncernens småbilar och produktionen ska ske i Figueruelas i Provincia de Zaragoza.